# Damasippoides xanthostictus
Damasippoides xanthostictus is een insect uit de orde Phasmatodea en de  familie Damasippoididae. De wetenschappelijke naam van deze soort is voor het eerst geldig gepubliceerd in 1893 door Brancsik.